# Victor Contamin
Victor Contamin (Parigi, 1840 – 1893) è stato un ingegnere francese, esperto della resistenza di materiali come il ferro e l'acciaio.
È noto per la Galerie des machine dell'Exposition Universelle del 1899 a Parigi. Aprì anche la strada all'uso del cemento armato.

## Biografia
Fu ammesso all'École centrale des arts et manufacture di Parigi nel 1857 e si laureò al secondo posto nel 1860. Uno dei suoi insegnanti fu Jean-Baptiste-Charles-Joseph Bélanger, discepolo di Gaspard-Gustave Coriolis. Bélanger trattò Contamin con grande affetto e gli diede molti consigli quando lasciò la scuola.
La sua prima esperienza lavorativa fu in Spagna. Nel 1863 entrò a far parte della società ferroviaria Chemins de Fer du Nord come progettista, addetto al dipartimento responsabile dei binari. Successivamente fu promosso ispettore, ingegnere (1876) e capo ingegnere (1890). Insegnò anche al corso di meccanica applicata all'École centrale, dal 1865 al 1873, e poi tenne la cattedra di resistenza applicata fino al 1891. Nel 1874 pubblicò un libro di testo intitolato Cours de résistance appliquée.
In qualità di esperto riconosciuto sulla resistenza dei materiali, nel 1886 fu incaricato del controllo delle strutture metalliche nell'esposizione del 1889. Doveva studiare tutti i progetti in termini di requisiti di resistenza per gli edifici. Era anche responsabile del controllo della ricezione dei materiali, delle prove di resistenza e del monitoraggio dell'erezione delle strutture in ferro. La sua approvazione della qualità dei materiali, della produzione in officina e del lavoro in loco era richiesta per il rilascio di fondi pubblici. Come notò in una lettera a La Revue le Travail nel dicembre 1888, l'importanza di quest'opera spesso non veniva apprezzata dal pubblico.
Contamin e il suo team verificarono tutti i calcoli e tutte le installazioni metalliche, compresi i 300 metri della torre che Gustave Eiffel stava costruendo ovvero la Torre Eiffel: 
(Victor Contamin)

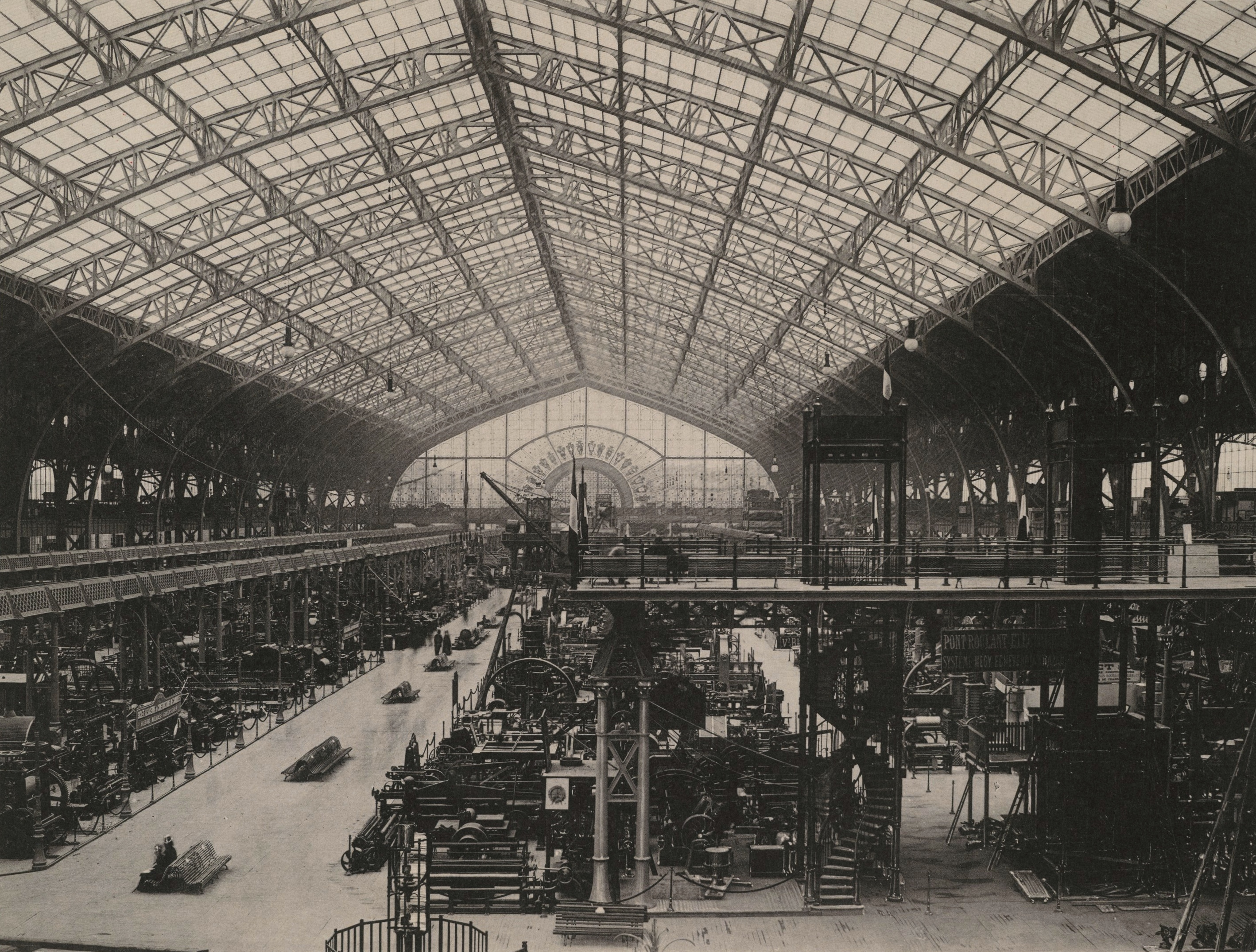
1889 vista dell'interno della Galerie des machine

Contamin fu uno dei pionieri dell'uso del cemento armato. Lavorò con Anatole de Baudot (1834-1915) su un progetto per la chiesa di Saint-Jean-de-Montmartre, a Parigi, per la cui costruzione era stato utilizzato questo materiale, costruita tra il 1894-1897.
Contamin morì nel 1893.

## Galerie des Machines
Contamin lavorò con l'architetto Ferdinand Dutert (1845–1906) alla progettazione della Galerie des Machines per l'esposizione del 1889. Era responsabile della progettazione tecnica della Galerie des Machines, compresi i calcoli per garantire l'integrità strutturale degli immensi archi. La Galerie des machine formava un'enorme sala di vetro e metallo con un'area di 115 x 420 metri e un'altezza di 48,3 metri. Non c'erano supporti interni. La struttura in ferro e vetro utilizzava archi incernierati a tre perni, che erano stati sviluppati per la costruzione di ponti. Questa fu la prima volta che l'arco del portale venne utilizzato su una scala così ampia. La Galerie des Machines fu riutilizzata per l'esposizione del 1900 e demolita nel 1910.
Molti degli scrittori che hanno discusso della Galerie des Machines hanno attribuito gran parte del merito a Victor Contamin, poiché presumevano che fosse principalmente un'impresa ingegneristica. Tuttavia, più recentemente gli scrittori hanno dato maggiore credito a Dutert. Eugène Hénard, che assistette Dutert, affermò che il Palais des Machines ha combinato con successo l'aspetto estetico con la funzione ingegneristica. I due obiettivi erano complementari.

## Galleria d'immagini

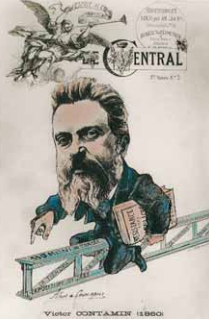
Manifesto del 1889
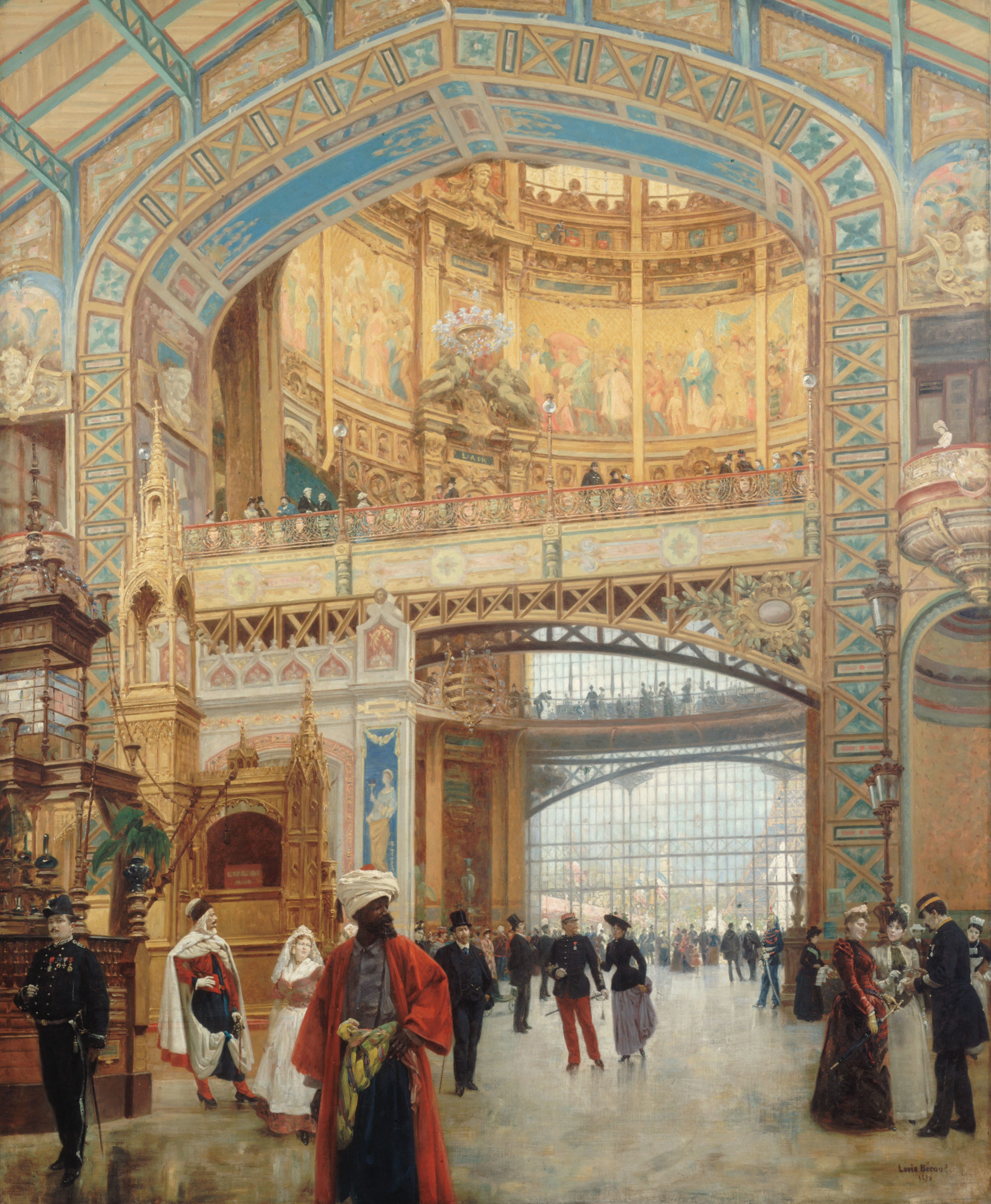
Cupola centrale della Galerie des Machines all'Exposition Universelle de Paris 1889 di Louis Béroud
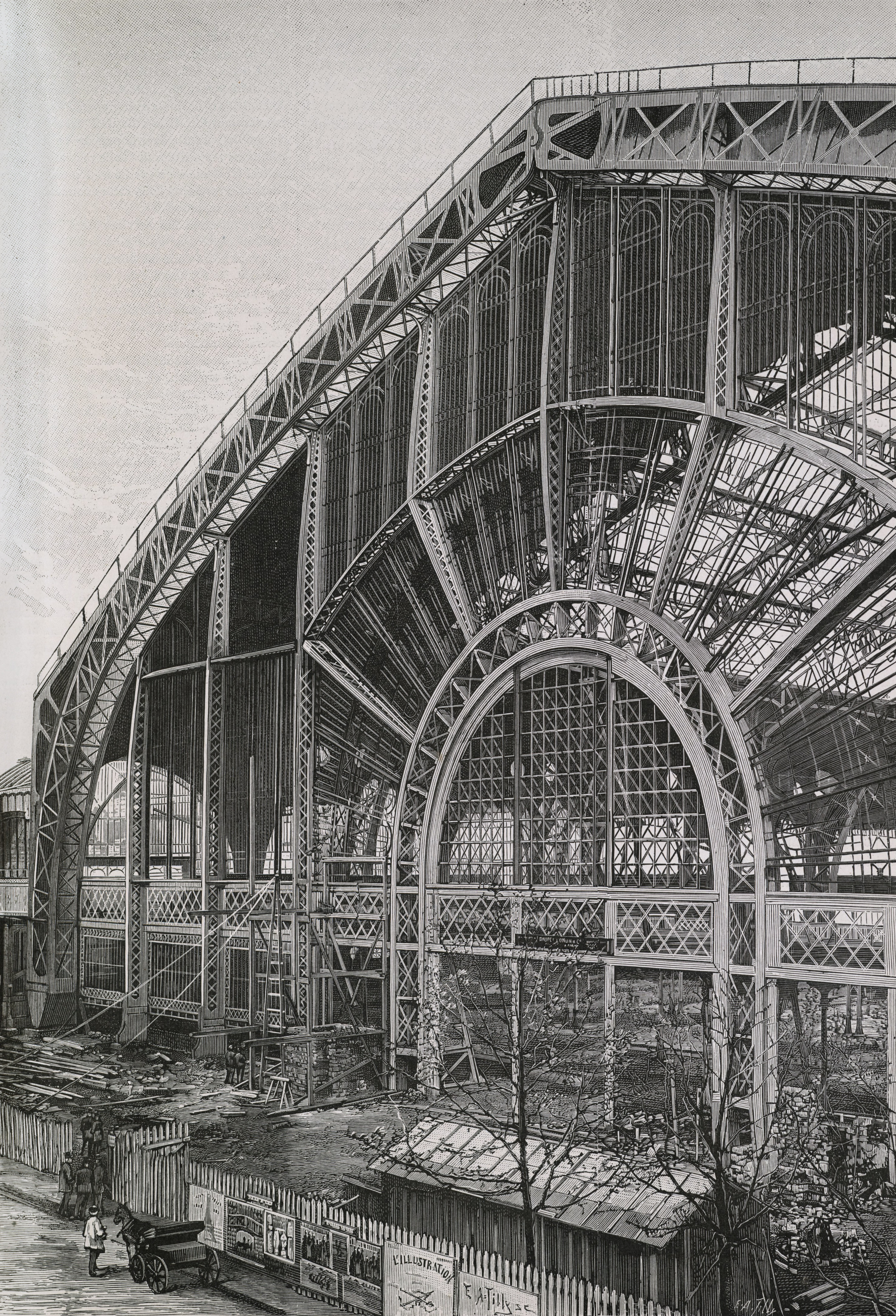
Vista laterale della Galerie des Machines